# Enfermedad de Marchiafava-Bignami
La enfermedad de Marchiafava-Bignami (EMB) es una encefalopatía poco frecuente, se trata de una desmielinización y necrosis del cuerpo calloso con una subsiguiente atrofia, por lo cual también se conoce como síndrome de «atrofia del cuerpo calloso».
Fue descrita por vez primera por los patólogos italianos epónimos Amico Bignami y Ettore Marchiafava, en 1903, a partir de un caso de un bebedor de vino «chianti», en el que el paciente presentaba dos terceras partes del cuerpo calloso necrotizado. Aunque el primer caso fue observado por Marchiafava en 1897, publicado en su tesis doctoral de 1898.
El número de casos descritos es tan exiguo, p. ej. no se conocían más de 300 casos en Estados Unidos hasta el 2008, que no ha sido posible realizar un estudio epidemiológico, aunque por los publicados internacionalmente parecen no existir motivos raciales o geográficos que afecten significativamente en su incidencia.
Como causa de la enfermedad se asocia usualmente a alcohólicos crónicos y, a veces, a deficiencias nutricionales. Es una enfermedad neurológica progresiva que afecta con mayor incidencia a varones alcohólicos (adictos en especial al vino tinto joven) de mediana edad o ancianos (de 40 a 60 años, si bien en la mayoría de ocasiones son mayores de 45), pero que también se ha descrito en sujetos no alcohólicos y en mujeres. Aun cuando entre los alcohólicos también resulta ser una enfermedad rara, por lo que se sospecha que aparte de los efectos tóxicos del etanol y la desnutrición deben operar en la patogénesis otros factores no conocidos.
El cuadro clínico es variable, distinguiéndose dos formas, una subaguda y otra aguda crónica. Los dos tipos se definieron a partir de los estudios radiológicos de 50 pacientes diagnosticados en vida:
- Tipo A: en el que predominaban las características del estupor y el coma. este tipo está asociado a una alta prevalencia de los síntomas del tracto piramidal. Radiológicamente se presentaba afectado el cuerpo calloso completo.
- Tipo B: se caracterizaba por un estado mental dañado ligeramente o normal. Sus características radiológicas eran lesiones callosas focales o parciales.

Se pueden presentar como síntomas mermas en la inteligencia, cambios en la personalidad (cambios de carácter: respuesta superficial, desafección, pérdida de poder, ingenuidad), alucinaciones, cambios de voz, trastornos en el movimiento, convulsiones o epilepsia. En los estadios finales de la enfermedad, en especial en los casos agudos, lleva a menudo a la demencia y luego al estado de coma e incluso a la muerte, la cual deviene de cuatro a seis años tras la aparición de la enfermedad.
La EMB se debe a una desmielinización del cuerpo calloso y una necrosis de la lámina cortical de los lóbulos frontal y temporal. El diagnóstico se confirma por tomografía computerizada (TAC) o por resonancia magnética (RMN); hasta la aparición del TAC casi todos los casos descritos procedían de autopsias.
No existe tratamiento causal, por lo que es sintomático, encaminándose la farmacoterapia (vitaminas hidrosulubles, agentes inmunosupresores, antiparkinsonianos) a reducir la morbilidad y prevenir complicaciones; se puede ralentizar la progresión de la enfermedad con una dieta adecuada y la abstinencia de alcohol con carácter preventivo.
No existe un estudio sistemático para evaluar el pronóstico de los pacientes con EMB; sin embargo, en los casos de alcohólicos la expectativa es pobre a menos que se incorporen a un programa contra el consumo de alcohol.
Gracias al TAC y la RMN ha sido posible detectar casos benignos y algunos pacientes se han recuperado con sólo un pequeño déficit. Si para el 2004 de los casos conocidos el 80% murieron, el 12% habían quedado postrados en la cama o con demencia severa y el 8% tuvieron un desenlace favorable, los datos recientes sugieren una mejoría en la evolución y correlacionan el pronóstico con los tipos:
- Tipo A: Tiene una tasa de discapacidad a largo plazo del 86% y una tasa de mortalidad del 21%.
- Tipo B: Tiene una tasa de discapacidad a largo plazo del 19% y una tasa de mortalidad del 0%.

Un desorden similar es la encefalopatía de Wernicke.